# ロッテ・ファービーク
ロッテ・ファービーク（Lotte Verbeek, 1982年6月24日 - ）は、オランダ出身の女優である。

## 出演作品

### 映画
- 『きっと、星のせいじゃない。』 The Fault in Our Stars (2014)
- 『ラスト・ウィッチ・ハンター』 The Last Witch Hunter (2015)

### テレビ
- 『ボルジア家 愛と欲望の教皇一族』（ジュリア・ファルネーゼ）
- THE BLACKLIST/ブラックリスト
- アウトランダー (ゲイリス・ダンカン)